# Pluralis Auctoris
Als Pluralis Auctoris (auch Autorenplural, Autorenmehrzahl) bezeichnet man die Verwendung einer Pluralform in wissenschaftlichen Texten und Vorträgen oder in der juristischen Sprache.
Der Sprecher oder Schreiber, obwohl er eigentlich sich selbst meint, kommuniziert so Einverständnis mit dem Zuhörer oder Leser (Bsp.: „Auf diesen Punkt wollen wir nicht weiter eingehen …“) bzw. kehrt die Objektivität und Generalität einer wissenschaftlichen Arbeit durch Verzicht auf das subjektive und spezielle „Ich“ hervor. Der Angesprochene wird vom Autor in die Überlegungen einbezogen. Im Übrigen ist wissenschaftliche Arbeit selten eine Einzelleistung, sondern baut auf Werken anderer auf. Auch das findet im Pluralis Auctoris seine Entsprechung.
In diesem Sinn hat Bonaventure d’Argonne als Argument Blaise Pascals überliefert: „Monsieur Pascal äußerte über jene Autoren, die sagen, wenn sie von ihren Werken sprechen: ‚Mein Buch, mein Kommentar, meine Geschichte usw.‘, man merke ihnen an, daß sie Bürger seien, die ein eigenes Haus besitzen und stets ein ‚bei mir daheim‘ im Munde führen. Sie täten besser daran, fügte dieser vortreffliche Mann hinzu, wenn sie sagten: ‚Unser Haus, unser Kommentar, unsere Geschichte usw.‘, weil sich ja gewöhnlich darin mehr vom Gut anderer als von ihrem eigenen finde.“
Der Pluralis Auctoris wird zum Teil mit dem sogenannten Pluralis Modestiae (Bescheidenheitsplural) gleichgesetzt, bei welchem durch die Vermeidung des „Ich“ Bescheidenheit ausgedrückt werden soll. Autorenplural und Bescheidenheitsplural stehen damit in einem Gegensatz zum Pluralis Majestatis.